# Nelson (Nebraska)
Nelson – miasto w Stanach Zjednoczonych, w stanie Nebraska, siedziba administracyjna hrabstwa Nuckolls.